# Acanthosyris annonagustata
Acanthosyris annonagustata é uma espécie de planta da família Santalaceae. É endémica do Equador.